# Hydrillodes manuselensis
Hydrillodes manuselensis là một loài bướm đêm trong họ Noctuidae.